# Homoptera
De onderorde Homoptera of gelijkvleugeligen is een in onbruik geraakte groep van insecten. De cicaden en plantenluizen hebben tegenwoordig ieder een 'eigen' onderorde, respectievelijk Auchenorrhyncha en Sternorrhyncha. Samen met de Heteroptera of wantsen vallen de drie onderordes onder de orde Hemiptera of halfvleugeligen.
De plantenluizen en cicaden hebben gemeenschappelijk dat ze plantensappen opzuigen met stekend-zuigende monddelen die qua structuur gelijk zijn aan die van de wantsen.
De naam betekent 'dezelfde vleugels' (homo - ptera) en vormt een contrast met de gedeeltelijk leerachtige vleugels van de wantsen. Onder de Homoptera worden ook de dwergcicaden, bladluizen, spuugbeestjes en witte vlieg gerekend. Vele Homoptera zijn voor de mens belangrijke plagen.